# Geschlossene Stationen der London Underground
Im Laufe der langen Geschichte der London Underground wurden auch einige Stationen geschlossen oder anderweitig außer Betrieb gesetzt.

## Ursachen
Ursache für die Schließung war meist die mangelnde Frequentierung der Stationen, häufig weil mehrere Stationen im gleichen Einzugsbereich lagen. Die geringen Haltestellenabstände hatten verschiedene Ursachen. Zum Teil war dies das Resultat von Fehlplanungen, zum Teil wurde auch der Eingang von Stationen verlegt: Als die ersten Stationen für Röhrenbahnen gebaut wurden, war die Rolltreppe noch nicht erfunden. Stattdessen waren die Stationen mit Aufzügen und einer Wendeltreppe ausgestattet. Rolltreppen haben einen größeren Platzbedarf als Lifte, deshalb wurden manche mit Rolltreppen nachgerüstete Stationen versetzt.
Die Konkurrenz der verschiedenen Betreibergesellschaften in der Frühzeit der Underground war ein weiterer Grund für geringe Haltestellenabstände. Jede der Gesellschaften hatte ein eigenes Netz, die Fahrgäste konnten zum Teil nur umsteigen, indem sie ebenerdig von einer Station zur anderen gingen. Im Zuge der Vereinheitlichung der Strecken wurden deshalb einige dieser Stationen geschlossen oder zusammengelegt. Die meisten geschlossenen Stationen sind immer noch über Nottreppen zugänglich und können in Notfällen zur Evakuierung verwendet werden. Einige wurden auch zu anderen Zwecken genutzt, vor allem als Bunker während des Zweiten Weltkriegs.
Zahlreiche Eisenbahnstrecken in London und den umliegenden Grafschaften wurden eine Zeit lang auch von Linien der Underground bedient. So fuhren z. B. einzelne Züge der District Line nach Windsor (1883–85) oder nach Southend-on-Sea an der Nordseeküste (1910–38). Die nördliche Endstation der Bakerloo Line lag von 1917 bis 1982 in Watford. Am weitesten in ländliches Gebiet hinein stieß die Metropolitan Line vor: In den 1890er Jahren entstanden zwei Strecken in Buckinghamshire, die fast bis nach Oxford reichten. Die damalige Metropolitan Railway hoffte vergeblich, mit diesen Strecken zu einer bedeutenden Eisenbahngesellschaft aufzusteigen. Die Strecken wurden nach vierzig Jahren wegen mangelnder Rentabilität wieder stillgelegt.
Im Dezember 2007 wurde die East London Line (Whitechapel (vormals Shoreditch) – New Cross / – New Cross Gate) geschlossen, sie wurde nach ihrer Wiedereröffnung im Jahr 2010 in das Netz von London Overground, einer S-Bahn-ähnlichen Vorortbahn integriert.

## Dauerhaft geschlossene U-Bahn-Stationen

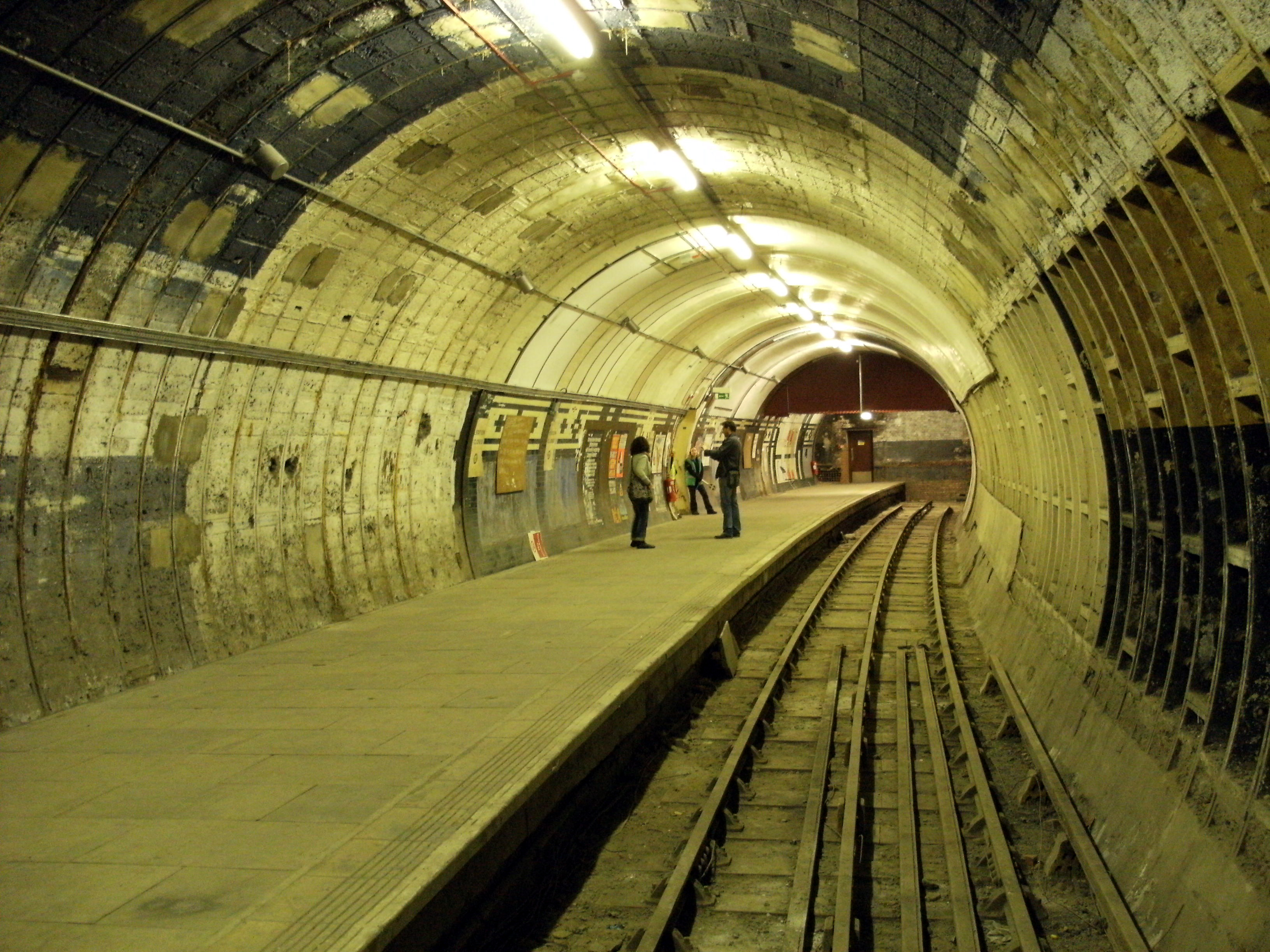
Östlicher Bahnsteig Station Aldwych, 1917 stillgelegt

| Station                       | Linie             | Eröffnung     | Schließung    | Begründung                       |
| ----------------------------- | ----------------- | ------------- | ------------- | -------------------------------- |
| Aldwych                       | Piccadilly Line   | 30. Nov. 1907 | 30. Sep. 1994 | Modernisierungskosten            |
| Blake Hall                    | Central Line      | 25. Dez. 1949 | 31. Okt. 1981 | Unternutzung                     |
| British Museum                | Central Line      | 30. Juli 1900 | 24. Sep. 1933 | Standort                         |
| Brompton Road                 | Piccadilly Line   | 15. Dez. 1906 | 30. Juli 1934 | Standort                         |
| City Road                     | Northern Line     | 17. Nov. 1901 | 8. Aug. 1922  | Modernisierungskosten            |
| Down Street                   | Piccadilly Line   | 15. März 1907 | 21. Mai 1932  | Standort                         |
| Hounslow Town                 | District Line     | 1. Mai 1883   | 1. Mai 1909   | ersetzt                          |
| King William Street           | Northern Line     | 18. Dez. 1890 | 24. Feb. 1900 | Tunnel ersetzt                   |
| Lord’s                        | Metropolitan Line | 13. Apr. 1868 | 19. Nov. 1939 | betriebliche Gründe              |
| Mark Lane                     | District Line     | 6. Okt. 1884  | 4. Feb. 1967  | zu klein, Neubau                 |
| Marlborough Road              | Metropolitan Line | 13. Apr. 1868 | 19. Nov. 1939 | betriebliche Gründe              |
| North Weald                   | Central Line      | 25. Dez. 1949 | 30. Sep. 1994 | Modernisierungskosten            |
| Ongar                         | Central Line      | 25. Dez. 1949 | 30. Sep. 1994 | Modernisierungskosten            |
| Park Royal & Twyford Abbey    | District Line     | 23. Juni 1903 | 5. Juli 1931  | ersetzt                          |
| St Mary’s (Whitechapel Road)  | District Line     | 1. Okt. 1884  | 30. Apr. 1938 | Standort                         |
| Shoreditch                    | East London Line  | 31. März 1913 | 9. Juni 2006  | ersetzt                          |
| South Acton                   | District Line     | 13. Juni 1905 | 28. Feb. 1959 | Fahrgastzahlen                   |
| South Kentish Town            | Northern Line     | 27. Juni 1907 | 5. Juni 1924  | Fahrgastzahlen                   |
| Swiss Cottage                 | Metropolitan Line | 13. Apr. 1868 | 17. Aug. 1939 | betriebliche Gründe              |
| Wood Lane (Central Line)      | Central Line      | 14. Mai 1908  | 22. Nov. 1947 | zu enge Bauweise                 |
| Wood Lane (Metropolitan Line) | H&C Line          | 1. Mai 1908   | 24. Okt. 1959 | nach Brand endgültig geschlossen |
| York Road                     | Piccadilly Line   | 15. Dez. 1906 | 19. Sep. 1932 | Fahrgastzahlen                   |

Anmerkungen
1. 1 2 3  Als Eisenbahnstation bereits am 1. April 1865 eröffnet
2. ↑  war zwischenzeitlich bereits vom 31. März 1886 bis zum 28. Februar 1903 geschlossen
3. ↑  war zwischenzeitlich bereits vom 31. Oktober 1914 bis zum 5. Mai 1920 geschlossen

## Stationen mit geschlossenen Teilbereichen
- Highgate an der Northern Line hat einen geschlossenen oberirdischen Bereich
- Holborn an der Piccadilly Line hat einen geschlossenen Bereich, der von der Aldwych-Stichstrecke benutzt wurde.
- Charing Cross hat geschlossene Bahnsteige, die von der Jubilee Line genutzt wurden und heute noch im Notfall benutzt werden können.
- Euston hat geschlossene Bahnsteige der Northern Line, die im Rahmen des Baus der Victoria Line geschlossen und an anderer Stelle wiedereröffnet wurden.

## Weitere dauerhaft geschlossene Stationen
Die folgenden Stationen lagen alle am äußersten Ende der Metropolitan Line in den Grafschaften Hertfordshire und Buckinghamshire:
- Waddesdon Manor
- Quainton
- Granborough Road
- Winslow Road
- Verney Junction
- Wescott
- Wotton
- Church Siding
- Wood Siding
- Brill

## Eisenbahnstationen, die früher von der Underground bedient wurden
Folgende Stationen an der East London Line wurden bis zum 22. Dezember 2007 von Underground-Zügen bedient. Nach zweieinhalbjähriger Umbauzeit sind sie seit 2010 Teil von London Overground:
- New Cross
- New Cross Gate
- Rotherhithe
- Shadwell
- Surrey Quays
- Wapping

Stationen jenseits von Amersham, einst von der Metropolitan Line bedient, heute von Chiltern Railways:
- Great Missenden
- Wendover
- Stoke Mandeville
- Aylesbury

Stationen jenseits von Ealing Broadway, einst von der District Line bedient, heute von Great Western Railway
- West Ealing
- Hanwell
- Southall
- Hayes & Harlington
- West Drayton
- Langley
- Slough
- Windsor & Eton Central

Einige Stationen jenseits von Upminster, einst an Wochenenden von der District Line bedient, heute von c2c.
Die Northern City Line, einst ein Teil der Northern Line, heute durch WAGN bedient
- Essex Road
- Drayton Park

Stationen jenseits von Harrow & Wealdstone, einst von der Bakerloo Line bedient, heute von London Overground
- Headstone Lane
- Hatch End
- Carpenders Park
- Bushey and Oxhey
- Watford High Street
- Watford Junction

Station(en) der Hammersmith & City Line eines ehemaligen Astes nach Kensington Olympia heute Teil von London Overground
- Uxbridge Road
- Kensington Addison Road; heute Kensington Olympia mit Anschluss an District Line

## Stationen, die nie eröffnet wurden
Einige U-Bahn-Stationen wurden teilweise gebaut, aber nie eröffnet:
- North End (auch als Bull and Bush bekannt) an der Northern Line zwischen Golders Green und Hampstead: Die Bauarbeiten wurden etwa nach der Hälfte abgebrochen
- Brockley Hill, Elstree und Bushey Heath jenseits von Edgware an der Northern Line: Die Planungen wurden vollendet und einige Vorarbeiten begonnen. Die Hauptarbeiten wurden wegen des Zweiten Weltkriegs und der Einrichtung eines Grüngürtels rund um London nie in Angriff genommen.
- Harefield Road und Denham jenseits von West Ruislip an der Central Line: Wurden aus denselben Gründen wie bei Brockley Hill, Elstree und Bushey Heath nie gebaut.
- Heathrow Terminal 5 Piccadilly Line: Die Bauarbeiten begannen im Jahr 1983 bis 1985 für ein geplantes Terminal, die jetzt gebaute Station Heathrow Terminal 5 ist mehrere Kilometer von der ursprünglichen Station entfernt.

## Stationen, die Teil der Underground hätten werden sollen
Die weiter oben erwähnte Verlängerung der Northern Line war Teil des Northern-Heights-Plans. Dieser Plan sah auch vor, bereits existierende Eisenbahnstrecken der London and North Eastern Railway zu übernehmen. Die Strecken nach High Barnet und Mill Hill East wurden dann auch umgestellt. Doch einige Stationen wurden wegen des Zweiten Weltkriegs und finanzieller Engpässe nicht berücksichtigt:
- Mill Hill (The Hale) (an der Verlängerung von Edgware nach Mill Hill East) wurde 1939 in Erwartung einer Umstellung auf U-Bahn-Betrieb geschlossen, aber nie wiedereröffnet.
- Stroud Green, Crouch End, Cranley Gardens, Muswell Hill und Alexandra Palace (an der Strecke von Finsbury Park über Highgate nach Alexandra Palace) blieben zunächst bei der LNER. British Railways legte die Strecke 1954 still.

## Fiktive Stationen
- Im James-Bond-Film Stirb an einem anderen Tag war eine geschlossene U-Bahn-Station namens Vauxhall Cross zu sehen. Dargestellt wurde eine stillgelegte Zweigstrecke der Piccadilly Line (ähnlich wie jene zur Station Aldwych), in deren Nähe sich das Gebäude von MI6 befindet. Der Eingang zu dieser fiktiven Station befindet sich im Film in einem Torhaus der Westminster Bridge auf der südlichen Flussseite der Themse. Es gibt allerdings die Station Vauxhall an der Victoria Line.
- In der BBC-Fernsehserie Quatermass and the Pit war eine Station Hobbs End am Ende der fiktiven Straße Hobbs Lane zu sehen. Hobbs ist der Nachname von Jack Hobbs, einem sehr bekannten Cricket-Spieler. Hobb oder Hob ist ein alter Name für den Teufel.
- Viele Szenen der BBC-Seifenoper EastEnders spielen sich in der Station Walford East ab. Sie ersetzt auf dem EastEnders-Linienplan die Station Bromley-by-Bow der District Line. Einen Ort namens Walford gibt es nicht.
- Im Film The Escapist durchlaufen die Ausbrecher eine verlassene und nicht rückgebaute Station namens "Union Street" in London. Tatsächlich gedreht wurden die Szenen jedoch in der ehemaligen unterirdischen Straßenbahn-Station Holborn in London.
- In der Folge Der leere Sarg der BBC-Fernsehserie Sherlock soll auf einer U-Bahn-Strecke nahe einer fiktiven, nie eröffneten Station unterhalb des Palace of Westminster eine Bombe detonieren. Die Protagonisten können die Explosion und die damit einhergehende Zerstörung der Houses of Parliament gerade noch verhindern.
- London Underground betreibt die fiktive Station "West Ashfield" als Trainingszentrum für das Stationspersonal. Diese „Station“ befindet sich auf einer Etage des London-Underground-Verwaltungsgebäudes Ashfield House in London-Kensington. Sie umfasst ein exakt nachgebildetes Stück einer Tunnelstation mit Bahnsteig und Gleis inkl. aller im Original vorhandenen Einrichtungen, ein 1:1-Zugmodell (Teil eines Endwagens mit Führerraum und einfachem Fahrsimulator), eine Modelleisenbahn, originalgetreue Sperren inkl. Ticketschalter, sowie Kontroll- und Schulungsräume.